# ستيف ليزلي
ستيف ليزلي (بالإنجليزية: Steve Leslie)‏ (4 سبتمبر 1952 في المملكة المتحدة - ) هو لاعب كرة قدم بريطاني في مركز الوسط. لعب مع كولتشستر يونايتد.